# Гідрогеологія Великої Британії
На території країни виділяються гідрогеологічні області складчастих зон і платформного чохла. Перші структурно представлені розрізненими западинами в гористій частині країни. Ресурси прісних вод обмежені. Води зосереджені в корі вивітрювання кристалічних порід докембрія і водопроникних сланцево-теригенних відкладах палеозою.
Джерела, які тут використовуються, забезпечують 5% потреб у воді. Область платформного чохла у рівнинній частині країни структурно розрізнюють на групу артезіанських басейнів та піднять, які їх відділяють один від одного. Осн. водоносні комплекси — верхня крейда (50% ресурсів прісних вод країни) та пермо-тріасовий (25%).
Потужність вапняків водоносного комплексу верхньої крейди (Лондонський, Північно-Східний та Гемпширський артезіанські бас.) — 100–500 м, глибина залягання покрівлі — 200 м. Дебіт джерел та свердловин — 50-100 л/с. Води прісні (0,3-0,5 г/л). Потужність пісковиків водоносного комплексу пермо-тріасу від 100–300 до 1000 м, глибина покрівлі — до 30 м.
Дебіти свердловин до 60 (100) л/с, сер. значення — 3-6 л/с. Води від прісних (0,5-0,8 г/л) до високомінералізованих розсолів Cl- -Na+ складу. Водоспоживання країни на 1/3 забезпечується підземними водами (бл. 2700·106 м3).